# Risto Mejide
Risto Mejide Roldán, nascido como Ricardo Mejide Roldán (Barcelona, 29 de novembro de 1974), é um apresentador de televisão, publicista e escritor espanhol que se deu a conhecer como jurado do concurso Operação triunfo em 2006.
Entre os seus últimos projetos destaca como jurado do programa Got Talent Espanha da corrente Telecinco, e em Quatro como apresentador de Chester e Tudo é mentira.

## Formação
Estudou em Viaró Global School e é licenciado em Gestão de Empresas pela ESADE. Exerceu como docente durante alguns anos e tem sido diretor de várias agências de publicidade.

## Trajetória

### Começos na música
A sua relação com o mundo da música remonta à sua juventude, em meados da década de 1990. Com 21 anos liderou a banda OM, na que compunha, cantava e tocava o teclado. Dissolveu a formação sem chegar a assinar um contrato discográfico.
Exerceu entre 2008 e 2010 como produtor executivo no projecto musical Labuatt18.

### Salto aos meios em televisão
Em junho de 2006 fez a sua estreia em televisão como jurado do concurso O invento do século, emitido por Antena 3. O programa foi retirado uma semana após sua estréia, mas a produtora, Gestmusic Endemol, decidiu seguir contando com ele para a quinta edição de Operação Triunfo, que estreou pouco depois em Telecinco.
Foi neste concurso de talentos onde atingiu grande popularidade por suas duras e cáusticas críticas, não só aos concorrentes, mas também para os professores e responsáveis pelo programa. Risto Mejide converteu-se num fenómeno mediático, até o ponto de que a audiência do programa, cuja quota de ecrã médio rondava o 20 %, se disparava até o 50 % de quota de ecrã só durante suas intervenções.
A raiz de sua popularidade, em 2007 incorporou-se como colaborador ao programa radiofónico Protagonistas em Ponto Rádio. Na temporada 2007/08 passou a Julia na onda, programa conduzido por Julia Otero em Onda Zero.
Durante 2007 também colaborou brevemente em outros programas de Gestmusic explodindo sua controvertida faceta de crítico: foi polemista no debate Paranoia semanal, de Antena 3, e esteve à frente da secção Fazendo amigos do magacín Channel Nº4 de Quatro. Assim mesmo, redige uma coluna semanal em o Diário DNA do Grupo Planeta.
Em 2008 saiu à venda seu primeiro livro: O pensamento positivo., pouco depois regressou em qualidade de jurado do programa de Telecinco Operação Triunfo 2008. Também publicou seu segundo livro O sentimento negativo.
Em julho de 2009 foi expulso como jurado de OT depois de uma discussão com Jesús Vázquez e pouco depois começou a apresentar seu próprio programa, G-20, cancelado ao pouco de sua estréia.
Em 2011 entra como jurado em Tu sim que vales, de Telecinco.

### Programas de entrevistas
Ao longo de 2014, e durante duas temporadas, apresentou na cadeia de televisão Quatro o programa de entrevistas Viajando com Chester. Ainda que o formato foi renovado para uma quarta temporada de entrevistas, Risto foi substituído à frente do programa por Pepa Bom, devido à ruptura da relação trabalhista que unia Mediaset Espanha com Mejide em fevereiro de 2015. Mal um mês depois, Atresmedia Corporação, principal competidor de Mediaset, chegou a um acordo com o apresentador assinando com ele um contrato de longa duração para diversos projectos. Ao rincão de pensar, um programa de entrevistas estreado em maio, foi seu primeiro programa para Antena 3.
Em julho do 2016 confirma-se que o publicista volta ao grupo Mediaset Espanha depois de um ano e meio desde sua saída. Uns dias mais tarde confirmou-se que seu primeiro projeto no grupo seria como juiz da segunda edição do programa Got Talent Espanha de Telecinco em substituição de Jesús Vázquez.
No final de novembro de 2016 anuncia-se que voltaria a Quatro em 2017 com um novo programa de entrevistas titulado Chester in love. Em sua sexta temporada passou a chamar-se simplesmente Chester.
Depois disto, no final de março de 2017, se anuncia que apresentará no prime time de Telecinco o programa All you need is love... ou não junto a Irene Junquera; no entanto depois de suas baixas audiências o programa sozinho durou uma temporada em emissão.
É fichado para o ano 2018 como jurado de Factor X, apresentado por Jesús Vázquez. Está produzido por Grundy e para esta terceira edição (2018) emite-se em Telecinco.

## Filmografia

### Programas de televisão
| Ano             | Programa                       | Canal     | Notas        |
| --------------- | ------------------------------ | --------- | ------------ |
| 2006            | O invento do século            | Antena 3  | Jurado       |
| 2006 - 2009     | Operação Triunfo               | Telecinco | Jurado       |
| 2007            | Paranoia Semanal               | Antena 3  | Colaborador  |
| 2007            | Channel Nº4                    | Quatro    | Colaborador  |
| 2008            | Tal qual o contamos            | Antena 3  | Colaborador  |
| 2009            | G-20                           | Telecinco | Apresentador |
| 2011 - 2013     | Tu sim que vales               | Telecinco | Jurado       |
| 2014            | Viajando com Chester           | Quatro    | Apresentador |
| 2015            | Ao rincão                      | Antena 3  | Apresentador |
| 2017            | All you need is love... ou não | Telecinco | Apresentador |
| 2017 - presente | Chester                        | Quatro    | Apresentador |
| 2017 - presente | Got Talent Espanha             | Telecinco | Jurado       |
| 2018            | Factor X                       | Telecinco | Jurado       |
| 2019 - presente | Tudo é mentira                 | Quatro    | Apresentador |

#### Como convidado
| Ano         | Programa        | Canal     | Notas     |
| ----------- | --------------- | --------- | --------- |
| 2015        | O último macaco | laSexta   | Convidado |
| 2017        | Planeta Calleja | Quatro    | Convidado |
| 2017 - 2018 | Salva-me        | Telecinco | Convidado |
| 2018        | Sábado Deluxe   | Telecinco | Convidado |

### Programas de rádio
| Ano         | Programa      | Emissora    | Notas       |
| ----------- | ------------- | ----------- | ----------- |
| 2007        | Protagonistas | Ponto Rádio | Colaborador |
| 2007 - 2008 | Julia na Onda | Onda Zero   | Colaborador |

### Séries
| Ano  | Série      | Personagem    | Notas      |
| ---- | ---------- | ------------- | ---------- |
| 2007 | Os Serrano | O mesmo/Cameo | 1 episódio |

## Vida pessoal
Desde 2008 até 2014 manteve uma relação sentimental com a apresentadora catalã Ruth Jiménez, com a que teve um filho chamado Julio nascido em 2011.
Posteriormente, no ano 2015, conhece a jovem modelo e instagramer Laura Escanes, 26 anos mais nova que ele, através da rede social Instagram. Em julho de 2015 ambos oficializan a relação sentimental em dita rede pública e dois meses depois, com o microfóne em mãos, Risto pede à modelo em casamento em público no Teatro Borràs de Barcelona durante um espectáculo.
O 20 de maio de 2017 o apresentador se casou com Laura Escanes na herdade Mas Cabanyes de Argentona perante 450 convidados.
Em fevereiro de 2019, Laura e ele anunciam que serão pais em outono.
O publicitário também se relacionou com a atriz Carla Nieto. Assim mesmo se rompeu uma possível relação com a cantora Virginia Maestro, antes de se-relacionar de uma maneira mais séria com sua atual esposa, Laura Escanes.

## Livros
- O pensamento negativo, Editorial Espasa-Calpe, Barcelona, 2008. ISBN 978-84-670-2611-5.
- O sentimento negativo, Editorial Espasa-Calpe, Madri, 2009. ISBN 978-84-670-3228-4.
- Que a morte te acompanhe, Editorial Espasa-Calpe, Madri, 2011. ISBN 978-84-670-3692-3.
- #Annoyomics: A arte de molestar para ganhar dinheiro, Editorial Gestão 2000, Barcelona, 2012. ISBN 978-84-9875-208-3.
- Não procures trabalho, Editorial Gestão 2000, Barcelona, 2013. ISBN 978-84-9875-335-6
- Urbrands, Editorial Espasa-Calpe, Madri, 2014. ISBN 978-84-670-4313-6 (Prêmio Espasa de Ensaio)
- X, Editorial Espasa-Calpe, Madri, 2016. ISBN 978-84-670-4743-1
- Dicionário das coisas que não soube te explicar, Editorial Espasa-Calpe, Madri, 2019. ISBN 978-84-670-5402-6